# Archidiecezja Sucre
Archidiecezja Sucre (łac. Archidioecesis Sucrensis) – katolicka archidiecezja w Boliwii. Została erygowana w 1552 pod nazwą diecezja La Plata, 1609 podniesiona do rangii archidiecezji. 11 listopada 1924 zmieniono nazwę na obecną. Od 2021 prymasowska stolica Boliwii, ogłoszona nią publicznie dnia 23 sierpnia 2021, bullą z dnia 11 lutego 2021 r.. Wykonanie decyzji odbyło się 12 września 2021 r. podczas Mszy św. w katedrze w Sucre.

## Ordynariusze

### Biskupi La Plata
- Tomás de San Martín OP (1552.06.27 – 1559)
- Domingo de Santo Tomás OP (1562.07.06 – 1570.02.28)
- Alfonso Granero de Ávalos (1579.01.09 – 1585)
- Alfonso de la Cerda OP (1587.11.06 – 1592.06.25)
- Alonso Ramírez Vergara O.S. (1594.06.17 – 1602.11.19)
- Luis López de Solís OSA (1605.07.18 – 1606.07.05)

### Arcybiskupi La Plata
- Alonso de Peralta (1609.01.19 – 1616)
- Jerónimo Tiedra Méndez OP (1616.11.14 – 1623)
- Hernando de Arias y Ugarte (1624.04.15 – 1628.05.29)
- Francisco Sotomayor OFM (1628.06.05 – 1630.02.05)
- Francisco Vega Borja OSB (1635.07.09 – 1644.06.23)
- Pedro de Oviedo Falconi, OCist (1645.08.21 – 1649.10.13)
- Juan Alonso de Ocón (1651.07.17 – 1656.06.29)
- Gaspar de Villarroel (1659.01.27 – 1665.10.15)
- Bernardo de Izaguirre Reyes (1669.07.15 – 1670.03.17)
- Melchor Liñán y Cisneros (1672.02.08 – 1677.06.14)
- Cristóbal de Castilla y Zamora (1677.11.08 – 1683.10.07)
- Bartolome Gonzalez y Poveda (1685.04.09 – 1692.11.26)
- Juan Queipo de Llano y Valdés (1694.04.19 – 1709)
- Diego Morcillo Rubio de Auñón de Robledo, OSsT (1714.03.21 – 1723.05.12)
- Juan de Necolalde (1723.05.12 – 1724.05.14)
- Luis Francisco Romero (1725.11.19 – 1728.11.28)
- Alonso del Pozo y Silva (1730.07.24 – 1742.01.22)
- Agustín Rodríguez Delgado (1742.01.22 – 1746.06.14)
- Salvador Bermúdez y Becerra (1746.06.14 – 1747.12.29)
- Gregorio de Molleda y Clerque (1747.09.04 – 1756.04.01)
- Cayetano Marcellano y Agramont (1758.03.13 – 1760.08.28)
- Pedro Miguel Argandoña Pastene Salazar (1762.01.25 – 1775.08.11)
- Francisco Ramón Herboso y Figueroa OP (1776.09.16 – 1782.04.29)
- José Campos Julián OCD (1784.09.20 – 1804.03.25)
- Benito María de Moxó y Francolí OSB (1805.06.26 – 1816.04.11)
- Diego Antonio Navarro Martín de Villodras (1818.03.16 – 1827)
- José María Mendizábal (1835.07.24 – 1855)
- Manuel Ángel del Prado Cárdenas (1855.09.28 – 1860)
- Pedro José Puch y Solona (1861.12.13 – 1885)
- Pedro José Cayetano de la Llosa (1887.11.14 – 1897.08.02)
- Miguel de los Santos Taborga (1898.02.25 – 1906.04.30)
- Sebastiano Francisco Pifferi OFM (1906.04.30 – 1912.02.04)
- Victor Arrién (1914.01.13 – 1922.12.14)
- Luigi Francesco Pierini OFM (1923.10.31 – 1924.11.11)

### Arcybiskupi Sucre
- Luigi Francesco Pierini OFM (1924.11.11 – 1939.10.28)
- Daniel Rivero Rivero (1940.02.03 – 1951)
- José Clemente Maurer (1951.10.27 – 1983.11.30)
- René Fernández Apaza (1983.11.30 – 1988.04.16)
- Jesús Gervasio Pérez Rodríguez OFM (1989.11.06 – 2013.02.02)
- Jesús Juárez Párraga SDB (2013.02.02 – 2020.02.11)
- Ricardo Ernesto Centellas Guzmán (od 11.02.2020)